# Orthoporus paxillicauda
Orthoporus paxillicauda är en mångfotingart som beskrevs av Loomis 1962. Orthoporus paxillicauda ingår i släktet Orthoporus och familjen Spirostreptidae. Inga underarter finns listade i Catalogue of Life.